# 阿卜杜勒·法塔武
阿卜杜勒·法塔武·伊薩哈庫（英語：Abdul Fatawu Issahaku；2004年3月8日—），迦納足球運動員，司職邊鋒，效力於英超萊斯特城，迦納國家隊成員之一。

## 職業生涯

### 堅定足球俱樂部
2019年，年僅15歲的法塔武在位於塔馬利的俱樂部堅定（該俱樂部隸屬迦納足球甲級聯賽第一分區）開始其職業生涯。在其第一個賽季中，他便以13場比賽攻入八球助攻五球的數據，成為該聯賽最有天分的球員（後來聯賽因COVID-19而中斷）。
在其第二個賽季中，他在14場聯賽中攻入12球並助攻12次，榮獲八次單場賽事MVP球員。在2021年的非洲U-20國家盃後，一些歐洲豪門如利物浦、勒沃庫森、葡萄牙體育便已經與法塔武聯繫。2021年10月，法塔武被租借至夢想，於2022年到期。同月，他入選了《衛報》的「2021年下一代」中，並被評為「他這一代中最有前途的非洲人」。

### 葡萄牙體育
2022年4月，法塔武加盟葡萄牙體育，合約為期五年，解約金為六千萬歐元，這也讓他關於從利物浦租借給葡萄牙體育及其他轉會傳聞終於告一段落。然而，法塔武在正式簽約前的二月就已經在該俱樂部，並在其U23隊中接受訓練。由於他還未成年，加上當時賽季已經開始，是以他得等到2022—23年賽季時方可完成一隊註冊。在他為一隊效力之前，一直都待在二隊受訓。
在2022—23年賽季開始前，他就入選了一隊的季前訓練與友誼賽之資格，而後他很快便開始騎在球隊的賽前備戰工作，並參加了對陣比利時俱樂部聖基萊斯聯的第一場友誼賽。2022年8月7日，他的本賽季第一場比賽被安排替補，但在周末，他在一場葡萄牙體育3-1戰勝阿维河的比賽中，於第80分鐘代替下場的弗朗西斯科·特林康上場，並完成自己的首秀。

### 萊斯特城
2023年8月31日，法塔武從葡萄牙體育租借至當時在英冠的萊斯特城一個賽季。三天之後，他就在英冠賽事中亮相，於一場0-1不敵赫爾城的比賽中替補出場。10月21日，他在客場3-1戰勝斯旺西城的比賽中攻入了他在該俱樂部的首粒進球。
2024年4月23日，他在主場5-0大敗升斑馬南安普頓的比賽中上演其生涯第一次帽子戲法。里斯本體育曾另外加入一項條款，要求萊斯特城在升班時以1700萬歐元價格購買，後者於2024年5月購買之。至於出售給葡萄牙體育的價格（150萬歐元）和萊斯特城的差價的50%則提供給法塔武原本的俱樂部堅定（該俱樂部曾在出售給葡萄牙體育的時候加入買斷條款）。
2024年7月1日，萊斯特城激活買斷條款，並以一千萬歐元，外加七百萬浮動條款，簽下了一份為期五年的永久合同，他的球衣號碼也從18號變成7號。2024年8月19日，他在主場1-1戰平熱刺的比賽中首次亮相，他在該比賽中協助傑米·瓦迪送出其在英超的首次助攻。

## 國家隊生涯

### 青年隊
2018年，法塔武入選由阿卜杜勒·卡里姆·齊托率領的迦納U17。該隊後來打入7歲以下WAFU1盃B區決賽。然而他們在常規時間1-1戰平奈及利亞，並在点球大战中3-1落敗，其中法塔武罰丟了點球。儘管如此，他仍是迦納U17的成員，並於2020年擔任隊長，並在2021年非洲U-17國家盃外圍賽和WAFU1盃B區期間參賽，其中法塔烏在1-1戰平奈及利亞的比賽中攻入扳平一球。迦納在最後一場小組賽中3-1不敵象牙海岸被淘汰，迦納全場的唯一進球是由法塔武所助攻。
翌年，年僅16歲的法塔武因表現出色被選入迦納U20，很快他就隨隊出征2021年非洲U-20國家盃，他參加了所有的賽事，並在其中的小組賽中攻入兩球，協助球隊第四次獲得冠軍。他在那場比賽也被評為賽是最佳球員。

### 成年隊
2021年3月，法塔武在U20中嶄露頭角後，第一次被查爾斯·阿康納召入成年隊，當時，迦納正在2021年非洲國家盃的外圍賽中挑戰南非和聖多美普林西比。他另外兩位U20冠軍隊的球員：菲洛蒙·巴富爾和易卜拉欣·丹拉德一同被徵召。
法塔武在迦納二隊一場在布克索羅競技場對陣烏茲別克的比賽，踢進了一粒任意球，儘管烏茲別克仍然以2-1取勝，但是法塔武的表現仍然被高度評價。
2021年9月，法塔武在2022年世界盃外圍賽中首次出戰，迦納最終以3-1戰勝辛巴威。後來，法塔武入選2021年非洲國家盃的28人名單，他成為迦納隊最年輕的球員，也是賽事中第四年輕的球員。2021年9月27日，法塔武代表迦納在對陣尼加拉瓜的比賽中攻入其處子球。

## 生涯統計

### 俱樂部
最後更新：2024年11月10日
| 俱樂部           | 賽季          | 聯賽     | 聯賽 | 聯賽 | 國家盃 | 國家盃 | 聯賽盃 | 聯賽盃 | 非、歐陸 | 非、歐陸 | 總計 | 總計 |
| 俱樂部           | 賽季          | 聯賽級別 | 出場 | 進球 | 出場   | 進球   | 出場   | 進球   | 出場     | 進球     | 出場 | 進球 |
| ---------------- | ------------- | -------- | ---- | ---- | ------ | ------ | ------ | ------ | -------- | -------- | ---- | ---- |
| 堅定             | 2019—20年賽季 | 迦納甲   | 13   | 8    | 0      | 0      | —      | —      | —        | —        | 13   | 8    |
| 堅定             | 2020—21年賽季 | 迦納甲   | 14   | 12   | 0      | 0      | —      | —      | —        | —        | 14   | 12   |
| 堅定             | 總計          | 總計     | 27   | 20   | 0      | 0      | 0      | 0      | 0        | 0        | 27   | 20   |
| 夢想（租借）     | 2021—22年賽季 | 迦納超   | 7    | 6    | 0      | 0      | —      | —      | —        | —        | 7    | 6    |
| 里斯本體育二隊   | 2022—23年賽季 | 葡乙     | 13   | 2    | 0      | 0      | —      | —      | —        | —        | 13   | 2    |
| 里斯本體育       | 2022—23年賽季 | 葡超     | 6    | 0    | 1      | 0      | 2      | 0      | 3        | 0        | 12   | 0    |
| 萊斯特城（租借） | 2023—24年賽季 | 英冠     | 40   | 6    | 2      | 1      | 1      | 0      | —        | —        | 43   | 7    |
| 萊斯特城         | 2024—25年賽季 | 英超     | 11   | 0    | 0      | 0      | 2      | 0      | —        | —        | 13   | 0    |
| 生涯總計         | 生涯總計      | 生涯總計 | 104  | 34   | 3      | 1      | 5      | 0      | 3        | 0        | 115  | 35   |

1. ↑  包括葡萄牙盃和英格蘭足總盃
2. ↑  包括葡萄牙聯賽盃和英格蘭足球聯賽盃
3. ↑  於歐冠出場兩次；於歐聯出場一次

### 國家隊
最後更新：2024年11月15日
| 國家隊 | 年分   | 出場 | 進球 |
| ------ | ------ | ---- | ---- |
| 迦納   | 2021年 | 2    | 0    |
| 迦納   | 2022年 | 12   | 1    |
| 迦納   | 2023年 | 1    | 0    |
| 迦納   | 2024年 | 9    | 1    |
| 總計   | 總計   | 24   | 2    |

以下列表之得分與結果會先列出迦納的總得分結果，得分欄顯示的則是法塔烏進球後的分數變化。
| No. | 日期          | 場地                                         | 對手     | 得分 | 結果 | 比賽性質           |
| --- | ------------- | -------------------------------------------- | -------- | ---- | ---- | ------------------ |
| 1   | 2022年9月27日 | 西班牙洛爾卡弗朗西斯科·阿特斯·卡拉斯科體育場 | 尼加拉瓜 | 1–0  | 1–0  | 友誼賽             |
| 2   | 2024年6月10日 | 迦納庫馬西巴巴亞拉體育場                     | 中非     | 3–2  | 4–3  | 2026年世界盃外圍賽 |

## 榮譽
萊斯特城
- 英冠：2023—24年[52]

迦納U17
- 2019年非洲U-17國家盃小組賽（英语：2019_U-17_Africa_Cup_of_Nations_qualification#West_B_Zone）：2018年亞軍[26]

迦納U20
- 2021年非洲U-20國家盃（英语：2021 U-20 Africa Cup of Nations）：2021年[34]

個人榮譽
- 非洲U-20國家盃最佳球員：2021年（英语：2021 U-20 Africa Cup of Nations）[37]
- 非洲U-20國家盃最佳陣容：2021年（英语：2021 U-20 Africa Cup of Nations）[37]
- 奧達蒂·蘭普泰（英语：Odartey Lamptey）迦納足球獎（英语：Ghana Football Awards）：2021年[53]
- 迦納體育記者協會（英语：Sports Writers Association of Ghana）年度發現獎：2021年[54]
- 迦納超每月最佳球員：2021年11月[55]
- 萊斯特城單季男子青年球員：2023—24年（英语：2023–24 Leicester City F.C. season）[56]

## 外部連結
- Profile at the Leicester City F.C. website
- 阿卜杜勒·法塔武 at Global Sports Archive
- Soccerway資料庫：阿卜杜勒·法塔武